# Kaiserstraße 64 (Mönchengladbach)

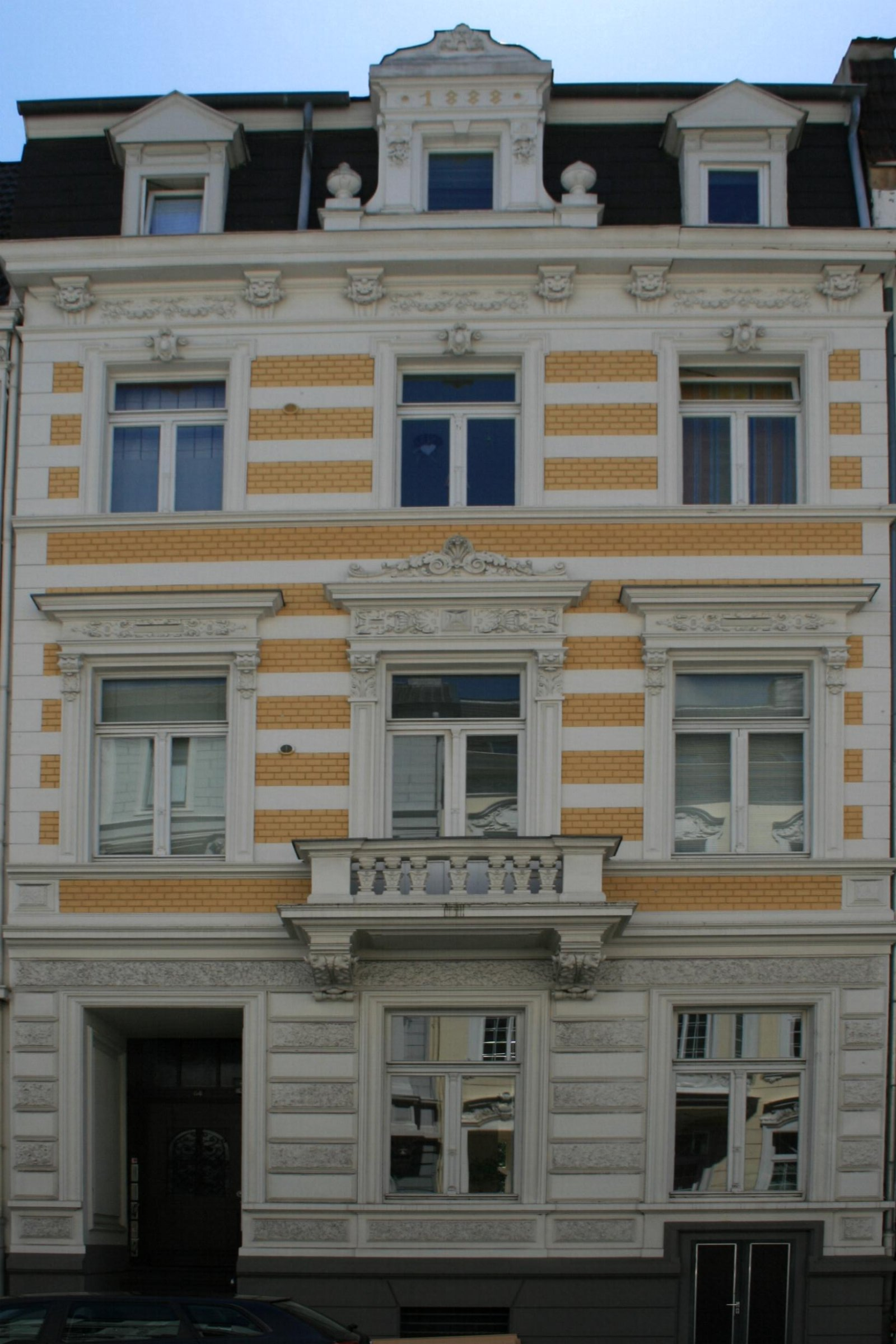
Wohnhaus (2010)

Das Wohnhaus Kaiserstraße 64 steht in Mönchengladbach (Nordrhein-Westfalen).
Das Gebäude wurde 1888 erbaut. Es wurde unter Nr. K 006  am 4. Dezember 1984 in die Denkmalliste der Stadt Mönchengladbach eingetragen.

## Architektur
Das um 1888 errichtete Gebäude befindet sich als Teil eines historischen Ensembles im unteren, zwischen Albertus- und Bismarckstraße gelegenen Teilbereich der Kaiserstraße.
Das dreigeschossige Dreifensterhaus mit Mansarddach und Kellergeschosssockel wird als Mehrfamilienhaus genutzt. Baujahr laut Ausweisung im mittleren Erkergiebel des Mansarddaches 1888.